# Delta (Colorado)
Delta es una ciudad ubicada en el condado de Delta en el estado estadounidense de Colorado. En el año 2000 tenía una población de 6400 habitantes y una densidad poblacional de 568,9 personas por km².

## Geografía
Delta se encuentra ubicado en las coordenadas 38°44′27″N 108°3′48″O / 38.74083, -108.06333.

## Demografía
Según la Oficina del Censo en 2000 los ingresos medios por hogar en la localidad eran de $27 415, y los ingresos medios por familia eran $34 798. Los hombres tenían unos ingresos medios de $30 658 frente a los $20 383 para las mujeres. La renta per cápita para la localidad era de $14 369. Alrededor del 14,4% de la población estaba por debajo del umbral de pobreza.